# Панзоотия
Панзоо́тия (греч. παν- — все; ζῷον — животное) — необычайно широкое распространение инфекционной болезни животных, охватывающее страну, группу стран, континент. Является высшей степенью эпизоотии.
Панзоотия может начаться при соблюдении трёх условий:
- Появление новой, ранее не наблюдавшейся болезни.
- Происходит заражение нескольких распространённых видов животных, и заражение вызывает тяжелую болезнь.
- Инфицирующий агент легко и жизнеспособно распространяется среди животных.

| Данный термин входит в следующую группу терминов: |               |               |                 |
|                                                   | -деми-        | -зоо-         | -фито-          |
| Эн-                                               | Эндемия       | Энзоотия      | Энфитотия       |
| Эпи-                                              | Эпидемия      | Эпизоотия     | Эпифитотия      |
| Эпи-…-логия                                       | Эпидемиология | Эпизоотология | Эпифитотиология |
| Пан-                                              | Пандемия      | Панзоотия     | Панфитотия      |